# Kolme katku vahel
Kolme katku vahel (estn., wörtliche Übersetzung Zwischen drei Pestepidemien; Titel der deutschen Übersetzung: Das Leben des Balthasar Rüssow, 1986) ist der Titel eines vierbändigen historischen Romans des estnischen Schriftstellers Jaan Kross (1920–2007).

## Entstehungs- und Publikationsgeschichte
Der Roman ist gewissermaßen als „Nebenprodukt“ eines Filmdrehbuchs erschienen, das sowjetische Filmfunktionäre angeregt haben: Sie hatten sich Mitte der 1960er-Jahre bei einem Besuch in Tallinn darüber gewundert, dass die Esten keinen historischen Film über ihre Republik hatten. Daraufhin beauftragte der estnische Literaturfunktionär und Übersetzer Lembit Remmelgas Jaan Kross mit dem Erstellen eines Drehbuchs für einen solchen Film. Dieser Film wurde nie vollständig gedreht, es gibt nur eine kurze Fernsehfassung, aber der Autor hatte soviel Material gesammelt, dass er daraus einen vierbändigen Roman machte.
Wie im damaligen Sowjetestland häufig praktiziert, erschien der komplette Roman, an dem der Autor über zehn Jahre arbeitete, vorab in der führenden estnischen Literaturzeitschrift Looming. Der erste Teil kam in den Heften 5–7 des Jahrgangs 1970, der zweite in den Heften 1–2/1972. Band drei enthält zwei Teile, die auf die Hefte 9–10/1975 und 6–7/1976 verteilt waren. Auch der vierte und letzte Band besteht aus zwei Teilen, die entsprechend auf die Hefte 5–7/1979 und 3–4/1980 verteilt waren. Als Buch erschien der Roman in vier Bänden beim estnischen Staatsverlag Eesti Raamat in den Jahren 1970, 1972, 1977 und 1980. Zum 65. Geburtstag des Autors erschien 1985 eine einbändige Sonderausgabe., danach eine zweibändige Ausgabe im Rahmen einer sechsbändigen Werkausgabe, von der jedoch nur diese zwei ersten Bände erschienen sind. Schließlich ist der Roman in den ersten drei Bänden der Gesamtausgabe nochmals publiziert worden.

## Romanhandlung

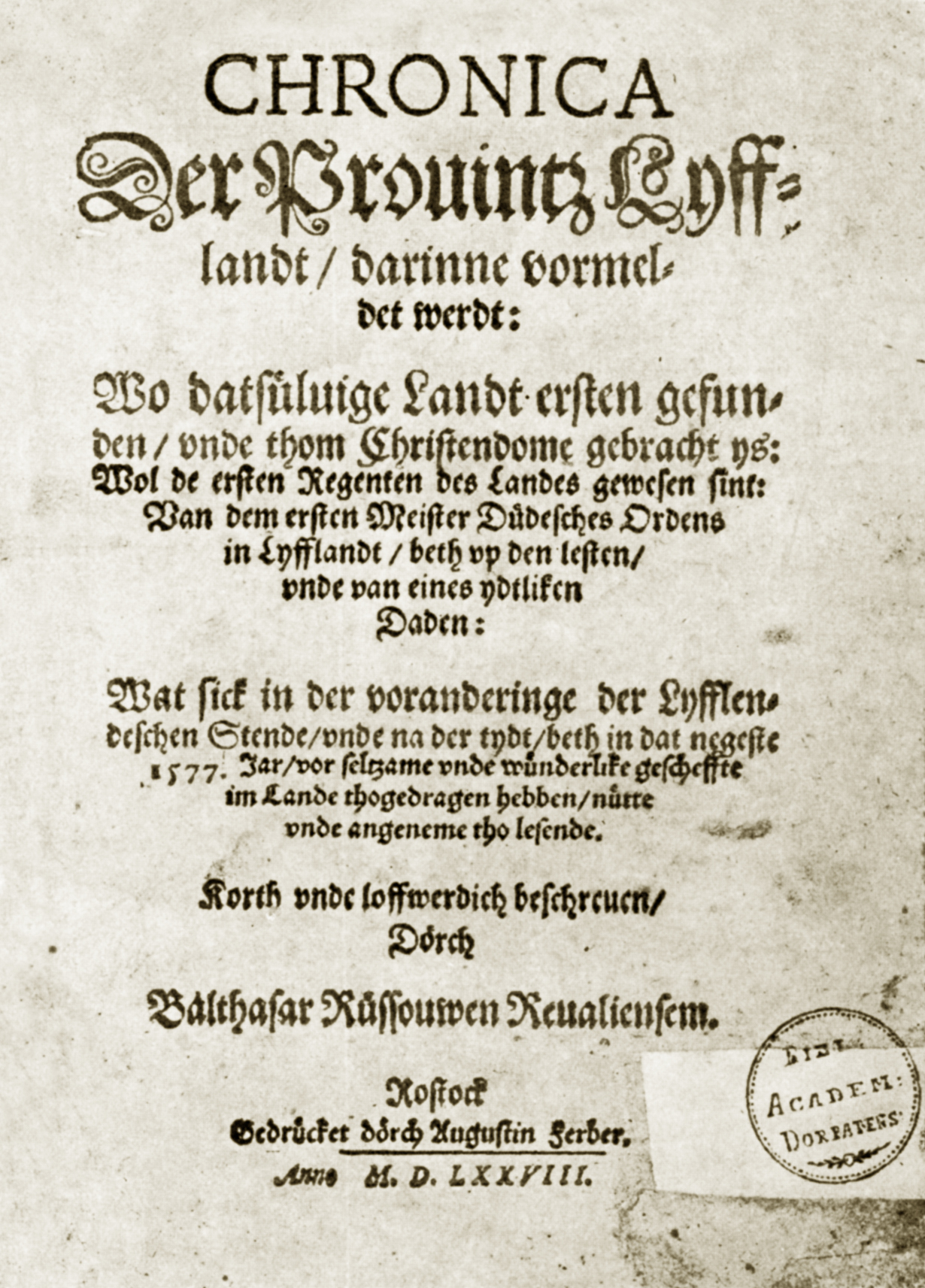
Erstausgabe von Rüssows Chronik, Rostock 1578

Wie der Untertitel der Originalausgabe und der Haupttitel einiger Übersetzungen (s. u.) besagt, wird in dem Roman das Leben von Balthasar Rüssow, einem Chronisten des 16. Jahrhunderts, beschrieben. Diese authentische Person lebte von ca. 1536 bis 1600 und ist heute vor allem als Autor der niederdeutschen Chronika der Provintz Lyfflandt bekannt, die in drei Auflagen erschien und bis heute eine wichtige Quelle für die Geschichte der Region im 16. Jahrhundert ist. Der Historiker Paul Johansen hatte die These aufgestellt bzw. plausibel nachgewiesen, dass Rüssow vermutlich estnischer Herkunft war, weswegen Jaan Kross überhaupt auf die Idee kam, einen solchen biographischen Roman zu verfassen.
Der erste Teil des Romans behandelt ungefähr den Zeitraum von 1547 bis 1558 und beginnt mit dem Auftritt von italienischen Gauklern, die ein Seil vom Turm der Olaikirche zur Stadtmauer gespannt hatten. Der Tallinner Schuljunge Balthasar bewundert die halsbrecherischen Kunststücke der Artisten und fragt sich, wie sie sie zustande bringen. So wird gleich zu Beginn die Wahrheitssuche formuliert, die die Hauptperson sein Leben lang nicht verlassen wird. Im weiteren Verlauf wird anhand des schulischen Werdeganges von Balthasar ein vielschichtiges Bild des spätmittelalterlichen Tallinns gezeichnet. Der Ordensstaat befindet sich nach den Erschütterungen der Reformation zwar auf dem absteigenden Ast, aber noch herrscht Frieden.
Der zweite Teil deckt den Zeitraum zwischen 1558 und 1562 ab und setzt somit im Jahr des Ausbruchs des Livländischen Krieges ein. Für Rüssow bedeuten dies die Lehrjahre in Stettin, kurzzeitig auch in Wittenberg und Bremen, während für Tallinn eine unruhige Zeit anbricht und die Stadt sich dem schwedischen König unterwirft. Gleichzeitig wüten feindliche Truppen im Land und geraten die Bauern in Aufruhr. Balthasar kehrt sogar kurzzeitig inkognito zurück und schließt sich den Aufständischen an.
Im dritten Teil, der zwischen 1562 und 1578 spielt, herrscht nach wie vor Krieg im Land. Balthasar erhält seine erste Stellung als Diakon und ist dann ab 1566 Pfarrer an der Heiliggeistkirche in Tallinn. Hier bekommt er bei einer Predigt die Idee, eine Chronik der Ereignisse in seiner Heimat abzufassen. Fortan sammelt er aus allen erdenklichen Quellen Material zusammen, was in unsicheren Kriegszeiten nicht ohne Risiko ist. Konflikte und Intrigen sind die Folgen. Er heiratet seine erste Frau, Elsbet Ganander, und übersteht mehrere Pestepidemien, die die Stadt heimsuchen. Am Ende des dritten Bandes weiß die Hauptperson ihr Manuskript auf dem Wege nach Rostock.
Der vierte Teil beginnt demzufolge mit dem Erscheinen des Buches und behandelt den Zeitraum von 1578 bis zum Tode Balthasars im Jahre 1600. Doch immer noch sind die Zeiten unruhig, die Pest grassiert erneut und nimmt ihm Frau und Kinder. Gleichzeitig arbeitet Balthasar an einer Neuauflage seines Buches. Er heiratet noch zweimal, 1582 Margarethe von Geldern, 1593 Anna Bade, während er mit seiner Jugendliebe Epp keine legale Verbindung eingeht – sie aber auch nicht vergisst. Sie ist es schließlich auch, die am Ende des Romans an Balthasars Sterbelager wacht.
Insgesamt liefert der Roman nicht nur ein großangelegtes Geschichtsgemälde des 16. Jahrhunderts in Estland, sondern auch eine vielschichtige philosophische Betrachtung eines ewigen Problems, denn sein “Thema der Wahrheitssuche ist ebenso wie die damit verbundenen Komplikationen auf andere Epochen übertragbar.” Gleichzeitig stellt er differenziert die verschiedenen “sozialen, kulturellen und nationalen Welten” dar, zwischen denen sich Balthasar Russow befindet.

## Bewertung
Der Roman ist durch drei Eigenschaften gekennzeichnet, die in ihrem Zusammenspiel seinen besonderen Wert ausmachen. Zum einen ist dies die sprachliche Kraft, die sich nicht nur in einem „barocken Wortreichtum“ äußert, sondern auch in einer komplizierten und stark bildhaften Sprache, die der estnische Schriftsteller Jaan Undusk in einer Hommage an Jaan Kross treffend wie folgt beschrieben hat: Du schreibst beinahe niemals bloß: „Sie setzte sich auf das Bett.“ Du schreibst auch nicht präzisierend: „Sie setzte sich auf den Bettüberzug.“ Du schreibst nicht einmal: „Sie setzte sich auf den Fellüberzug des Ehebetts.“ Du schreibst meistens mindestens folgendermaßen: „Sie setzte sich auf den an einigen unzugänglichen Enden von Motten zerfressenen Hundefellüberzug des unter der Matratze schon leicht knarrenden Ehebetts.“
Das zweite ist die philosophische Dimension, wodurch der Roman zeitlos wird. „Ich weiß nicht“, meinte Elsbeth unschlüssig, „aber wenn du sagst, daß dein Werk die Wahrheit bewahren soll, nun – die wird ja nicht allen gefallen, die die Macht haben…“ Dieses Problem ist nicht beschränkt auf das 16. Jahrhundert, sondern universaler Art. Und natürlich kann man, wenn man das Erscheinen des Romans in den 1970er-Jahren, d. h. gleichsam im Zenit Breschnewscher Stagnationspolitik, berücksichtigt, auch eine Allegorie auf die Zustände in der Sowjetunion nicht übersehen. Der Problemkreis Macht – Loyalität – Widerstand als eines der Hauptthemen des Autors findet hier eine tiefgreifende Behandlung.
Drittens ist die intrigenreiche verschachtelte Handlung schlicht spannend, gleichzeitig wird ein monumentales Geschichtspanorama des 16. Jahrhunderts geboten. Dadurch wird die wechselvolle Geschichte Estlands gekonnt illustriert. Das Land musste sich nach dem Zerfall des Ordensstaates behaupten und hatte damit nicht nur die tatsächlichen Pestepidemien zu bewältigen, die nachweislich in den Jahren 1549, 1553, 1565/1566, 1570/1571 und 1579/1580 im Land wüteten: Ebenso können auch die hereinfallenden Kriegsmächte als „Pestepidemien“ bezeichnet werden, und das bedeutet Russland, Polen und Schweden. Neben dieser globalen Perspektive wird auch das komplizierte soziale Gefüge einer Hansestadt am Ausgang des Mittelalters meisterhaft dargestellt.

## Rezeption

### Rezeption in Deutschland
Die erste deutsche Übersetzung erschien in der DDR beim Verlag Rütten & Loening: Jaan Kross: Das Leben des Balthasar Rüssow. Historischer Roman. Aus dem Estnischen übersetzt von Helga Viira [1. und 2. Buch]; aus dem Russischen übersetzt von Barbara Heitkam [3. und 4. Buch]. 3 Bände in Kassette. Berlin: Rütten & Loening 1986. 522 + 448 + 502 S. Die Auflage betrug 10.000 Exemplare. Sie wurde mehrfach positiv rezensiert.
Größere Beachtung fand die Neuausgabe, die 1995 im Carl Hanser Verlag erschien, nachdem zu jenem Zeitpunkt dort bereits Der Verrückte des Zaren (1990) und Professor Martens’ Abreise (1992) erschienen waren: Jaan Kross: Das Leben des Balthasar Rüssow. Roman. Übersetzt von Helga Viira und Barbara Heitkam. München, Wien: Hanser 1995. 1465 S. Diese Ausgabe wurde über zwei Dutzend Male besprochen und in der Regel sehr positiv. Karl-Markus Gauß nannte den Roman in der Zeit „ein Lehrstück über Macht und Widerstand“.
Ein Jahr später erschien der Roman in derselben Übersetzung bei der Büchergilde Gutenberg und 1999 im dtv-Verlag.

### Übersetzungen in andere Sprachen
- 1975–1982: Russisch – Между тремя поветриями. (Olga Samma). Moskva: Sov. Pissatel.
- 1979: Polnisch – Trzy bicze czarnej śmierci czyli Opowieść o Baltazarze Russowie (Wieslawa Karaczewska). Warszawa: Panstwowy Instytut Wydawniczy. 456 S. (nur Teil 1 und 2)
- 2003: Finnisch – Uppiniskaisuuden kronikka (Kaisu Lahikainen, Jouko Vanhanen). Helsinki: WSOY. 1245 S.
- 2012: Lettisch – Stūrgalvības hronika (Maima Grīnberga). Rīga: Jānis Roze. 1104 S.
- 2016-: Englisch – The Ropewalker. Between Three Plagues vol. 1 (Merike Lepasaar Beecher). London: MacLehose Press. 544 S.; A People Without A Past. Between Three Plagues vol. 2 (Merike Lepasaar Beecher). London: MacLehose Press. 2017. 432 S.; A Book of Falsehoods. Between Three Plagues vol. 3 (Merike Lepasaar Beecher). London: MacLehose Press. 2022. 496 S.
- 2018: Niederländisch – Tussen drie plagen. Vertaald door Frans van Nes en Jesse Niemeijer. Amsterdam: Prometheus 2018. 1017 S.
- 2020-: Litauisch - Lyno akrobatas. Tarp trijų marų. I; II. (Danutė Sirijos Giraitė) Baltos Lankos, 2020. 564 S.; Žmonės be praeities. Tarp trijų marų. (Danutė Sirijos Giraitė). Baltos Lankos, 2022. 448 S.
- 2024: Schwedisch - Mellan tre farsoter. Romanen om Balthasar Russow. I-IV. (Enel Melberg). Umeå: H:ströms 2024. 402 + 289 + 511 + 598 S.